# Potencia regional
En el ámbito de las relaciones internacionales, una potencia regional es un Estado que posee poder en una región geográfica. Estas potencias definen la polaridad de todo complejo de seguridad regional. Los Estados que ostentan un poder e influencia por encima del de sus vecinos en una región del mundo poseen hegemonía regional.

## Características
Las potencias regionales definen y conforman la polaridad de una región. Generalmente, las potencias regionales poseen capacidades que son relevantes e importantes en la región pero no poseen capacidades a escala global. Existen diversas definiciones ligeramente diferentes sobre cuales son las características que definen a una potencia regional. El European Consortium for Political Research define a una potencia regional de la siguiente manera: "Un Estado que pertenece a una región geográfica definida, que domina la región desde un punto de vista económico y militar, capaz de ejercer una influencia hegemónica en la región y una influencia considerable a escala mundial, deseoso de hacer uso de los recursos del poder y ser reconocido y hasta ser aceptado como un líder regional por sus vecinos".
El Instituto Alemán de Estudios Globales y Regionales establece que un Estado con poder regional es aquel que satisface los siguientes criterios:
- es parte de una región definida con una identidad propia
- proclama que es una potencia regional (imagen propia como potencia regional)
- ejerce una influencia decisiva en la extensión geográfica de la región como también en cuanto a su construcción ideológica
- dispone de capacidades comparativamente desarrolladas en cuanto a lo militar, económico, demográfico, política e ideológico
- se encuentra integrado en la región
- define en gran medida la agenda de seguridad de la región
- es considerado una potencia regional por las otras potencias de la región y en otras latitudes, especialmente por otras potencias regionales
- se encuentra bien conectado con los foros regionales y globales.[1]

Algunos Estados pueden ser considerados tanto una superpotencia o  potencia mundial como, al mismo tiempo, una potencia regional. Así mismo algunos otros Estados pueden ser considerados tanto una potencia intermedia como también una potencia regional.